# Lašsko

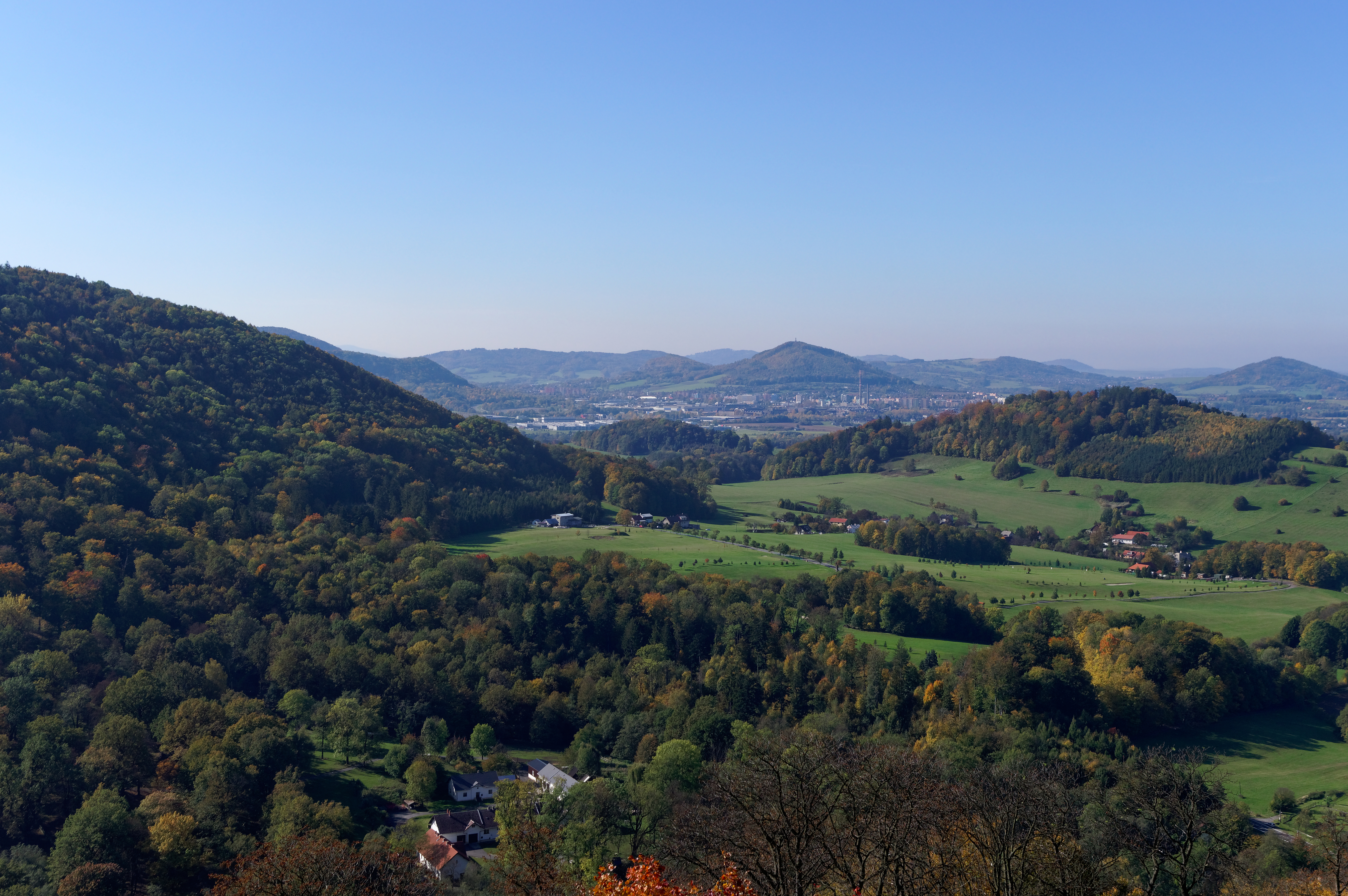
Pohled na Lašsko z hradu Hukvaldy

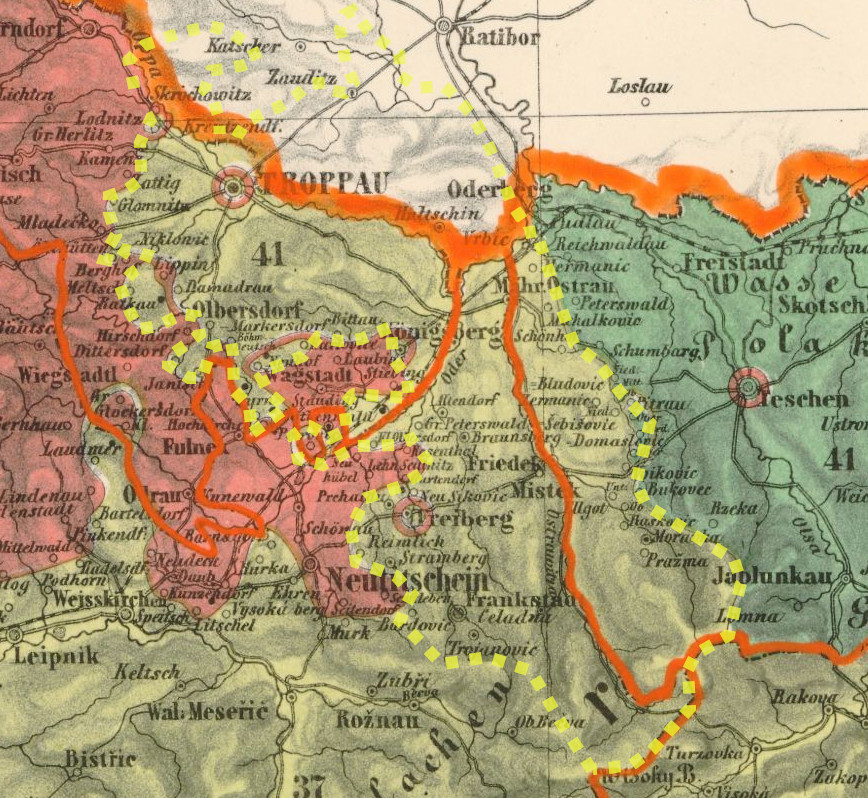
Bílovec jako Wagstadt na německé mapě lašských dialektů z roku 1855

Lašsko (polsky Laszczyzna nebo Lasko, německy Lachei) je etnografický region ve východní části českého Slezska a v severovýchodním cípu Moravy, rozprostírající se po obou březích řeky Ostravice, dále pak v povodí řek Odry, Lubiny, Ondřejnice, Jičínky a Sedlnice. Lašsko vyniká svým folklórem, především pak typickým tanečním stylem. Na Lašsku se hovořilo lašským nářečím. Dnes jej lze slyšet pouze náhodně u některých starších obyvatel či na vystoupeních lašských folklorních souborů, některé prvky jako zkracování dlouhých samohlásek, přízvuk na předposlední slabice slova či rozlišování výslovnosti i/y ale přetrvávají dodnes.

## Zeměpisné vymezení
Lašsko je krajina ve východní části České republiky, rozprostírající se po obou březích řeky Ostravice, dále pak v povodí řek Odry, Lubiny, Ondřejnice, Jičínky a Sedlnice. Územně se jedná o nejednolitou oblast okolo měst Ostrava, Frýdek-Místek, Frýdlant nad Ostravicí, Frenštát pod Radhoštěm, Nový Jičín a Kopřivnice. Geografickým centrem Lašska jsou Hukvaldy, vesnička na úpatí stejnojmenného hradu. Politickým středem regionu je Frýdek-Místek. Lašsko sousedí na východě s česko-polským regionem těšínským, na severu a severozápadě s oblastmi obývanými před válkou převážně Poláky a českými Němci, na západě s Kravařskem a na jihu s Valašskem.

## Historicko-národopisné vymezení
Etymologicky nelze název Lašska blíže určit, než že je odvozen od jména severomoravského kmene Lachů, někdy označovaného též jako Moravci. Lašsko není jednolitou oblastí. Podle krajinného rázu, podle kroje, některých druhů tanců, ale především tanečního stylu, se dělí na několik podoblastí:
- Valašskolašské pomezí (od Frenštátu a Trojanovic ke Kunčicím, Tiché, Kozlovicím a Hukvaldům)
- Lašsko horské (v pásmu celého beskydského pohoří)
- Lašsko nížinné (až k Ostravě)

Jindy se lze setkat s rozdělením Lašska na moravské a slezské:
- Moravské Lašsko – oblast etnograficky pestřejší a národnostně málo diferencovaná, je na severozápadě lemována řekou Odrou, na východě Ostravicí. Jihovýchodní hranicí je hřeben Zadních hor – od Konečné až k Trojačce u Bumbálky. Jihozápadní stranu území lemuje hřeben Radhošťských hor, přes Pindulu hřebenem Hodslavských vrchů dolů přes Hostašovice a Starojickou Lhotu k Jeseníku nad Odrou. Přirozenými kulturními centry moravského Lašska byla města Brušperk, Frenštát, Místek, Moravská Ostrava a Příbor.
- Slezské Lašsko – region etnograficky chudší a národnostně složitější, na severozápadě pokračuje po levém břehu Odry k Pustějovu, Studénce, ke Klimkovicím, přes Porubu kolem Slezské Ostravy k Vrbicím a Heřmanicím, zaujímá okolí Bohumína, Orlové až ke Karviné. Přes Louky vede Stonavou k Albrechticím, stáčí se přes Domaslavice k Tošanovicím, hřebenem Prašivé k Malému polomu, odtamtud po slovenské hranici ke Konečné. Kulturními centry byla města Frýdek, Frýdlant a Slezská Ostrava.

Přes určité rozdíly v zachování lidové kultury moravského a slezského Lašska se pojímá tento region do jednoho celku, který vyrůstal ze společných kořenů, „Moravskoslezské Lašsko“. Zahrnuje původní obyvatelstvo nížin, podhůří i hor – rolníky, řemeslníky, pasekáře i salašníky. Kulturní dědictví lidu, kterého spojuje nejen jazyk, písně, tance, výtvarný projev, ale také jeden genius loci.

## Kultura

### Lašské nářečí
Lašské nářečí je dialekt, jehož základním znakem je přízvuk na předposlední slabice a úsečnost, která značí úplný zánik délky (stryc, dobreho, prosiš, kusek). Slabiky de, te, ne vyslovují se měkce (děn, tětka, něpiš). Charakteristickým znakem je též přeměna „á“ v „o“ (jo místo já, vološ místo voláš apod.). Nádech tohoto dialektu je podobný polštině, hlavně svou intonací. Hlavním kladem laštiny je hudebnost, zvučnost a vzácný rytmický spád.
Příklady lašského nářečí:
- Kaj idětě? – Kam jdete?
- podtinek (na podtinku) – zápraží (na zápraží)
- děvucha – děvče
- synek – kluk
- taleř – talíř
- kura – slepice
- ležka – lžička

### Lidová hudba
Lašsko se vyznačuje velkým bohatstvím lidových písní. Lašská taneční píseň, charakteristická svou zádumčivostí, melodickou krásou a bohatostí tvoří podstatnou část hudebního folkloru Moravy. Lašsko je považováno za kraj zpěvu kostelního, kraje bohatého na písňové legendy a koledy. Lašsko bylo krajem cimbalistů.

#### Cimbálové muziky
- Gajdušek – cimbálová muzika z Hukvald [3]
- Kotci – cimbálová muzika z Frýdlantu nad Ostravicí [4]
- Ostravica – cimbálová muzika z Frýdku-Místku [5]
- Pramínky – cimbálová muzika z Kopřivnice [6][7]
- Fojt – cimbálová muzika z Brušperka [8]
- Ondřejnica – cimbálová muzika ze Staré Vsi nad Ondřejnicí

### Lidové tance
Po celém území Lašska bylo zaznamenáno od druhé poloviny 19. století několik set lidových tanců a tanečních písní včetně záznamů hry lidových muzik. Charakteristickými tanci jsou:
- Starodávný (jinak též „valašský“ nebo „zachodzeny“) – nejrozšířenější tanec Lašska polonézového (třídobého) rázu
- Zvrtek – dynamický dvoudobý točivý tanec předčardášového typu
- Čardáš (zvaný též „kysucký čardáš“) – v některých případech tančí jen ženy společně v kole jako tzv. „babsky“
- Skok (zvaný též „Ondrášův skok“ nebo „hajduch“) – sólový chlapecký tanec severních Beskyd s ostrým, výrazným rytmem
- Tance figurální – tance mladšího původu, tančící se pouze na jediný taneční nápěv či píseň (čeladensky, zbujan, kalamajka, pilky, vojtek, dymak, kohut, hulan, mazur, šotyšky, šatečkovy, ruska polka, požehnany...)

### Národopisné soubory
- Lašánek – dětský národopisný soubor, Hukvaldy
- TFS Beseda - taneční folklorní soubor, Metylovice [9]
- LSPT Ondřejnica – Lašský soubor písní a tanců Ondřejnica, Stará Ves nad Ondřejnicí [10]
- SLPT Hukvaldy – Soubor lidových písní a tanců Hukvaldy, Hukvaldy
- SLPT Ostravica – Soubor lidových písní a tanců Ostravica, Frýdek-Místek [5]
- DFS Ondrášek – Dětský folklorní soubor Ondrášek, Frýdek-Místek [11]

### Osobnosti spjaté s kulturou Lašska
- František Lýsek – sbormistr dětských pěveckých sborů [12]
- Františka Pituchová – lidová vypravěčka, lašská básnířka [13]
- Gabriela Jílková – sólová cimbalistka [7]
- Joža Vochala – zakladatel Lašského muzea [14]
- Leoš Janáček – hudební skladatel
- Milan Konečný – radosta Lašského společenství, o.s., zakladatel Lašské univerzity libovolného věku [15]
- Óndra Łysohorský – lašský básník [16]
- Vincenc Socha – sběratel lidových písní a tanců [17]
- Věra Šejvlová – sběratelka lidových písní a tanců a zakladatelka souboru Grunik
- Věra Šimková – sběratelka lidových písní a tanců, spoluzakladatelka SPLT Ostravica
- Radana Šatánková - tvůrce Lašské čítanky, lašská básnířka

## Kronika Lašska
- Urbář Těšínského knížectví, 1775:
Ta místa před časem rozdělovala kolonizace z jedné strany valašská a z druhé strany lašská. Potom Lach v čísle jednotném a Lachové v čísle množném, kterýmiž to jmény jsou venkované zdejší obecně nazýváni...

- Josef Dobrovský v dopise z roku 1788 píše:
Za Příborem jsou ještě Lechové, kteří jsou od Valachů nazýváni Laši, v jed. č. Lach.

- Leopold Hansmann, úředník hukvaldského panství, 1842 píše:
Dle mého doptání jsem se dozvěděl, že Laši od západu až ke Starému Jičínu sahají, Závišice jsou již promíchány, tj. Němci a Laši. Od východu se táhnou až k Frýdlantu a Frýdku. Od půlnoční strany až k Moravské a Polské Ostravě, od polední k Frenštátu.

- A. V. Šembera: Základové diaktologie čsl., 1864:
Podle údajů Ondřeje Palackého, bratra dějepisce Františka Palackého, v Hoclavicích jsou ještě Laši, nikoliv Valaši...

- Vincenc Brandl: Kniha pro každého Moravana, 1892:
Laši se jmenují obyvatelé okolí Frenštátu, Štramberka, Příbora, Brušperka, Moravské Ostravy, Místku a Frýdlantu.

- Lubor Niederle: Slovanský svět, 1909:
Na severovýchodě Moravy a ve Slezsku sedí Laši (kraj sluje Lašsko), zaujímajíce Opavsko, český pruh Těšínska, na Moravě klín země s městy: Příborem,Brušperkem, Moravskou Ostravou, Místkem a Frýdkem až po okolí Suchdolu, Nového Jičína, Štramberka a Frenštátu.

- Československá vlastivěda, 1933:
Charváti, stejně jako Laši, obývají území tzv. Popelnicových polí.

## Lašská obroda
Velkou zásluhu na udržení lašského povědomí měli i mnozí jiní nadšenci, kteří zakládali lašské národopisné soubory, pěvecké sbory, lašské jizby, muzea. Významným pracovníkem byl Joža Vochala, který se podílel velikým dílem na činnosti Lašského národopisného sdružení Sedlišťané, jehož založení je datováno rokem 1908, ukončení činnosti v padesátých letech dvacátého století. Počátkem sedmdesátých let protilašské tlaky opět sílí a zasahují i oblast vzdělávání.